# Dhupa
Dhupa (sanskryt धुप, trl. dhūpa) – rytuał w religiach dharmicznych (np. hinduizm, buddyzm, dżinizm) polegający na paleniu kadzidła podczas odprawiania pudźi do obrazu bóstwa lub innego obiektu kultu. Jest to również sanskrycie słowo oznaczające kadzidło lub perfumy.

## Buddyzm
W buddyzmie idea ofiarowania dhupa jest praktykowana ku dakini Dhupa, która według Tybetańskiej Księgi Umarłych pojawia się w trzeci dzień po śmierci.

## Literatura przedmiotu
- dhūpa. W: Swami Harshananda: A Concise Encyclopeaedia of Hinduism. Wyd. 1. T. 1. Bangalore: Ramakrishna Math, April 2008, s. 528. ISBN 978-81-7907-057-4. (ang.).